# Paulo Dybala
Paulo Exequiel Dybala (født 15. november 1993) er en argentinsk professionel fodboldspiller, som spiller for Serie A-klubben AS Roma og Argentinas landshold.

## Klubkarriere

### Instituto de Córdoba
Dybala begyndte sin karriere med Instituto Atlético Central Córdoba, hvor at han gjorde sin førsteholdsdebut i 2011.

### Palermo
Dybala skiftede i juli 2012 til Palermo. Han arbejde sig frem i klubben over de næste år, indtil at han i 2014-15 havde sit helt store gennembrud, da han scorede 13 mål og lavede 10 assists på sæsonen.

### Juventus
Dybala skiftede i juni 2015 til Juventus. Hans debutsæson var en stor succes, da han med 23 mål på tværs af alle turneringer sluttede sæsonen som holdets topscorer, og kunne fejre hans første mesterskab, da Juventus vandt Serie A.
Dybala fortsatte i sin rolle frem til ankomsten af Cristiano Ronaldo i 2018, som tvang Dybala til at spille i en dybere rolle end han havde prøvet før. Dette resulterede i at hans produktion faldt markant.
Han fik dog et comeback i 2019-20 sæsonen, hvor han havde fundet sin plads på holdet igen. Han blev efter sæsonen kåret som årets spiller i Serie A.
Det blev i marts 2022 annonceret at Juventus ikke ville forlænge kontrakten med Dybala, som i grad nok var forbundet med ankomsten af Dušan Vlahović, som truede med at tvinge Dybala ned i en dybere rolle igen.

### Roma
Dybala skiftede i juli 2022 til AS Roma på en fri transfer.

## Landsholdskarriere
Dybala debuterede for Argentinas landshold den 14. oktober 2015.

## Titler
Palermo
- Serie B: 1 (2013-14)

Juventus
- Serie A: 5 (2015-16, 2016-17, 2017-18, 2018-19, 2019-20)
- Coppa Italia: 4 (2015-16, 2016-17, 2017-18, 2020-21)
- Supercoppa Italiana: 3 (2015, 2018, 2020)

Individuelle
- Serie A Årets hold: 4 (2015-16, 2016-17, 2017-18, 2019-20)
- Serie A Årets spiller: 1 (2019-20)